# Гендерсонвілл (Північна Кароліна)
Гендерсонвілл (англ. Hendersonville) — місто (англ. city) в США, в окрузі Гендерсон штату Північна Кароліна. Населення — 15 137 осіб (2020).

## Географія
Гендерсонвілл розташований за координатами 35°19′24″ пн. ш. 82°27′27″ зх. д. / 35.32333° пн. ш. 82.45750° зх. д. (35.323289, -82.457368).  За даними Бюро перепису населення США в 2010 році місто мало площу 18,05 км², з яких 17,97 км² — суходіл та 0,07 км² — водойми.

### Клімат
Місто знаходиться у зоні, котра характеризується вологим субтропічним кліматом. Найтепліший місяць — липень із середньою температурою 23.1 °C (73.5 °F). Найхолодніший місяць — січень, із середньою температурою 3.6 °С (38.4 °F).
| Клімат Гендерсонвілла   | Клімат Гендерсонвілла | Клімат Гендерсонвілла | Клімат Гендерсонвілла | Клімат Гендерсонвілла | Клімат Гендерсонвілла | Клімат Гендерсонвілла | Клімат Гендерсонвілла | Клімат Гендерсонвілла | Клімат Гендерсонвілла | Клімат Гендерсонвілла | Клімат Гендерсонвілла | Клімат Гендерсонвілла | Клімат Гендерсонвілла |
| Показник                | Січ.                  | Лют.                  | Бер.                  | Квіт.                 | Трав.                 | Черв.                 | Лип.                  | Серп.                 | Вер.                  | Жовт.                 | Лист.                 | Груд.                 | Рік                   |
| Абсолютний максимум, °C | 26,1                  | 28,9                  | 31,1                  | 32,8                  | 34,4                  | 36,1                  | 37,8                  | 38,3                  | 36,7                  | 33,3                  | 27,2                  | 25                    | 38,3                  |
| Середній максимум, °C   | 9,6                   | 11                    | 15,6                  | 20,6                  | 24,6                  | 27,9                  | 29,2                  | 28,7                  | 25,8                  | 20,7                  | 15                    | 10,4                  | 19,9                  |
| Середня температура, °C | 3,6                   | 4,6                   | 8,7                   | 13,1                  | 17,4                  | 21,3                  | 23,1                  | 22,6                  | 19,4                  | 13,6                  | 8,2                   | 4,3                   | 13,3                  |
| Середній мінімум, °C    | −2,5                  | −1,8                  | 1,8                   | 5,7                   | 10,4                  | 14,7                  | 16,9                  | 16,4                  | 13                    | 6,6                   | 1,4                   | −1,8                  | 6,7                   |
| Абсолютний мінімум, °C  | −25,6                 | −22,8                 | −18,9                 | −8,9                  | −6,7                  | 1,7                   | 7,2                   | 3,9                   | −1,1                  | −8,3                  | −18,9                 | −20                   | −25,6                 |
| Норма опадів, мм        | 115                   | 115                   | 137                   | 106                   | 113                   | 130                   | 141                   | 149                   | 115                   | 99                    | 96                    | 124                   | 1440                  |
| Днів з опадами          | 10                    | 9                     | 10                    | 9                     | 11                    | 12                    | 14                    | 13                    | 10                    | 7                     | 8                     | 9                     | 122                   |
| ----------------------- | --------------------- | --------------------- | --------------------- | --------------------- | --------------------- | --------------------- | --------------------- | --------------------- | --------------------- | --------------------- | --------------------- | --------------------- | --------------------- |
| Джерело: Weatherbase    |                       |                       |                       |                       |                       |                       |                       |                       |                       |                       |                       |                       |                       |

## Демографія
Згідно з переписом 2010 року, у місті мешкало 13 137 осіб у 6450 домогосподарствах у складі 3109 родин. Густота населення становила 728 осіб/км².  Було 7744 помешкання (429/км²).
Расовий склад населення:
| - 79,7 % — білих - 9,2 % — чорних або афроамериканців - 1,2 % — азіатів - 0,4 % — корінних американців - 0,3 % — вихідців з тихоокеанських островів - 6,9 % — осіб інших рас |

До двох чи більше рас належало 2,2 %. Частка іспаномовних становила 13,5 % від усіх жителів.
За віковим діапазоном населення розподілялося таким чином: 17,8 % — особи молодші 18 років, 52,0 % — особи у віці 18—64 років, 30,2 % — особи у віці 65 років та старші. Медіана віку мешканця становила 48,7 року. На 100 осіб жіночої статі у місті припадало 80,9 чоловіків;  на 100 жінок у віці від 18 років та старших — 76,7 чоловіків також старших 18 років.
Середній дохід на одне домашнє господарство  становив 43 591 долар США (медіана — 33 937), а середній дохід на одну сім'ю — 55 281 долар (медіана — 49 695). Медіана доходів становила 35 276 доларів для чоловіків та 30 714 долари для жінок. За межею бідності перебувало 26,4 % осіб, у тому числі 41,3 % дітей у віці до 18 років та 9,9 % осіб у віці 65 років та старших.
Цивільне працевлаштоване населення становило 4850 осіб. Основні галузі зайнятості: освіта, охорона здоров'я та соціальна допомога — 31,1 %, роздрібна торгівля — 13,1 %, виробництво — 11,6 %, мистецтво, розваги та відпочинок — 11,2 %.